# WESTbahn
 For alternative betydninger, se Westbahn. (Se også artikler, som begynder med Westbahn)
WESTbahn Management GmbH er et datterselskab til det i 2008 etablerede østrigske selskab RAIL Holding AG. WESTbahn driver siden den 11. december 2011 jernbanevirksomhed mellem Wien og Salzburg i Østrig samt Freilassing, i det allersydligste Tyskland, på jernbanestrækningen også kaldet Westbahn. WESTbahn driver også jernbanevirksomhed på Rosenheim–Salzburg jernbanen.
Et beslægtet selskab i koncernen, der samarbejder med WESTbahn, er WESTbus.
WESTbahn kører i konkurrence med ÖBB-InterCity-togene på den 317 kilometer lange strækning mellem Wien og Freilassing. De benytter sig af 11 togsæt af typen Stadler KISS, og rejsetiden er på sammenlagt tre timer og elleve minutter for hele strækningen. Der standses undervejs i Wien Westbahnhof, Wien-Hütteldorf, St. Pölten, Amstetten, Linz, Wels, Attnang-Puchheim, Salzburg Hauptbahnhof, Salzburg Taxham Europark og Bahnhof Freilassing.